# Nacionalni demokratični preporod
Nacionalni demokratični preporod (kratica NDP) (albansko Rilindja Demokratike Kombëtare) je albanska parlamentarna politična stranka v Republiki Makedoniji.